# Оссейн, Андре
Андре́ Оссе́йн (фр. André Hossein, первоначальное имя — Аминулла Гусейнов, псевдоним — André Gosselain; 2 февраля 1905, Самарканд, Российская империя — 9 августа 1983, Париж) — французский композитор и скрипач азербайджанского происхождения, отец актёра Робера Оссейна.

## Биография
Родился в 1905 году в Самарканде или Ашхабаде. По утверждениям сына, азербайджанец по национальности. Его отец — самаркандский купец Ахмед Ага Хоссейнов; мать — Рухият Хассон. Разговорным языком в семье был фарси, которым он владел с детства. Отмеченный российскими властями Туркестана был отправлен в Москву на учёбу, где он стал брать уроки игры на скрипке. Там же принял православие и стал «Андреем». 
В 1922 году, после окончания школы в Москве уезжает в Германию, где сначала поступил на медицинский факультет в Берлине, но вскоре вернулся к музыке: учился в Штутгартской консерватории, частным образом изучал фортепиано под руководством Артура Шнабеля и композицию под руководством Вильгельма Клатте, попутно принял зороастризм. 
С 1927 года переселился во Францию, учился в Парижской консерватории у Ноэля Галлона (композиция) и Поля Видаля (оркестровка), занимался также как пианист у Альфреда Корто. 
10 августа 1927 года в Париже женился на пианистке и комедийной театральной актрисе Анне Минковской (1904—1998), еврейского происхождения и родом из Сорок, чья семья покинула Бессарабию после Октябрьской революции 1917 года. До конца жизни жил во Франции.

## Творчество
Андре Оссейн играл на таре. В 1935 году он написал свой первый балет «К свету». Другие его балеты — «Персидские миниатюры», «Шехерезада» (1975), «Танец Эсмеральды» (1980), «Каникулы на льду» (1982). Андре Оссейн также написал множество пьес для фортепиано, в том числе некоторых этюдов, музыку для более чем 25 фильмов, симфонии — «Симфония песков» (1946), «Симфония Персеполиса» (1947), «Симфония Арья» (1976), три фортепианных концерта, лирический цикл на стихи Омара Хайяма. В поздних произведениях использовал элементы современной популярной музыки — джаза, блюза, рок’н’ролла.
Некоторые произведения Оссейна записаны в Иране, три фортепианных концерта записал оркестр Оперы Монте-Карло (солисты Бернард Рингайсен, Юрий Буков, Даниэль Лаваль).

## Семья
Сестра — Малаке Раджи, была замужем за ортопедом и травматологом Абдол-Хоссейном Раджи, министром здравоохранения Ирана в правительстве Манучехра Эгбала; их сын — Парвиз Раджи (1936—2014), последний посол Ирана в Великобритании в период правления шаха Мохаммеда Резы Пехлеви.

## Галерея
- Андре Оссейн с женой и сыном в 1975 году